# Steve Cronin
Steven Michael Cronin (Sacramento, 28 de maio de 1983) é um futebolista estadunidense. 